# Тарасов, Николай Сергеевич
Николай Сергеевич Тарасов (род. 25 февраля 1998, Отрадное, Кировский район, Ленинградская область, Россия) — российский футболист, защитник костромского «Спартака».

## Карьера
Начинал заниматься футболом в школе «Ижорец». Первый тренер — Степан Владимирович Петрукович. В 2012 году перешёл в академию «Зенита», где занимался у Ивана Евгеньевича Шабарова. Был признан лучшим защитником и одновременно лучшим бомбардиром первенства России среди межрегиональных объединений в составе сборной Северо-Запада своего возраста.
В 2016 году перешёл в молодёжку пермского «Амкара».
Профессиональную карьеру начал в 2017 году в составе клуба «Динамо-2» из Санкт-Петербурга. Сыграл 24 матча, где забил 3 мяча.
Летом 2019 года стал игроком российского клуба «Олимп-Долгопрудный». В 2020 году был отдан в аренду в «Зенит-2».
Летом 2021 года перешёл в российский клуб «Велес».
В начале 2022 года подписал контракт с казахстанским клубом «Атырау». 3 марта дебютировал в чемпионате Казахстана в матче против «Аксу».
В 2023—2024 годах выступал за узбекский «Кызылкум», сыграл 52 матча во всех турнирах, забил 1 гол.
В начале 2025 года перешёл в клуб «Бней Иегуда», выступающий во второй лиге Израиля.

## Клубная статистика
| Игровая карьера | Игровая карьера    | Игровая карьера | Лига | Лига | Кубок | Кубок | Межд. | Межд. | Др. | Др. |
| --------------- | ------------------ | --------------- | ---- | ---- | ----- | ----- | ----- | ----- | --- | --- |
| 2019/20         | Олимп-Долгопрудный | В               | 14   | 3    | 1     | 0     | —     | —     | —   | —   |
| 2020/21         | Зенит-2            | В               | 12   | 0    | —     | —     | —     | —     | —   | —   |
| 2020/21         | Олимп-Долгопрудный | В               | 7    | 1    | 4     | 0     | —     | —     | —   | —   |
| 2021/22         | Велес              | Б               | 14   | 1    | 3     | 0     | —     | —     | —   | —   |
| 2022            | Атырау             | А               | 20   | 3    | 3     | 0     | —     | —     | —   | —   |
| 2023            | Кызылкум           | А               | —    | —    | —     | —     | —     | —     | —   | —   |

## Личная жизнь
Женат, супруга Алла (с 2018 года).
Любимый игрок — Джон Терри.